# Grijskopattila
De grijskopattila (Attila rufus) is een zangvogel uit de familie Tyrannidae (tirannen).

## Verspreiding en leefgebied
De vogels zijn endemisch voor Brazilië en komen voor in de zuidoostelijke kustgebieden aan de Atlantische kust. De natuurlijke habitats van deze vogel zijn subtropische en tropische vochtige laaglandbossen en subtropische of tropische vochtige bergbossen.
De soort telt twee ondersoorten:
- A. r. hellmayri: oostelijk Brazilië.
- A. r. rufus: zuidoostelijk Brazilië.

## Status
De grootte van de populatie is niet gekwantificeerd maar de soort wordt omschreven als vrij algemeen. Op de Rode lijst van de IUCN heeft deze soort de status niet bedreigd.